# Donkey Kong Country 3: Dixie Kong's Double Trouble!
Donkey Kong Country 3: Dixie Kong's Double Trouble! (ou Super Donkey Kong 3: Nazo no Krem au Japon) est un jeu vidéo de plate-forme sorti sur Super Nintendo en 1996 développé par Rare et créé par Nintendo. Il est réédité sur Game Boy Advance en 2005 et, par le biais du service Virtual Console, sur Wii en 2007 et sur Wii U en 2014.

## Système de jeu
Le système des mouvements des deux personnages est à peu près identique à celui des deux précédents volets : il est possible de courir, sauter, nager, grimper, ou effectuer une attaque tournoyante. Dixie a toujours la possibilité de faire tournoyer sa queue de cheval pour effectuer des sauts particulièrement longs. Le principe du "double saut" a été conservé. Les principaux ajouts par rapport aux deux précédents volets sont les suivants :
- Dixie et Kiddy sont maintenant capables de rebondir sur la surface de l'eau. Pour cela ils doivent arriver sur l'eau en roulant et sauter juste au moment du contact entre le singe et la surface de l'eau. Kiddy a l'avantage de pouvoir rebondir une seconde fois. Cette technique est indispensable dans certains niveaux pour atteindre des salles de bonus.
- Lorsque Dixie prend Kiddy sur ses épaules et qu'elle le lance verticalement, il retombe par terre avec une grande énergie cinétique, ce qui lui permet de briser le sol à certains endroits fragiles.
- Lorsque Dixie lance Kiddy latéralement, ce dernier se met en boule et roule comme un baril ; il peut alors ricocher sur les murs et Dixie peut sauter sur lui et se déplacer en équilibre sur lui, comme elle le ferait sur un baril métallique.

## Portages
Comme beaucoup de jeux édités par Nintendo sortis sur la Super Nintendo, il est réédité sur la Game Boy Advance. Cette nouvelle version inclut des mini-jeux inédits et un tout nouveau monde créé spécialement : Pacifica. De plus, toutes les musiques du jeu original ont été remplacées au profit de nouvelles compositions (composées par David Wise uniquement) toutefois plus discrètes. En revanche, beaucoup de fans de la série se demandent pourquoi les originaux n'ont pas été conservés, mais cela est peut-être dû aux limites de la Game Boy Advance ou au fait que selon certaines critiques les musiques originales étaient le point faible du jeu d'origine.

## Ventes
Donkey Kong Country 3 est l'épisode s'étant le moins bien vendu de la trilogie avec 3,51 millions d’exemplaires.